# Lijst van windmolens in Zuid-Holland
Hier volgt een lijst van windmolens in Zuid-Holland. In Zuid-Holland staan ca. 226 complete windmolens.
| Naam                              | Plaats                     | Gemeente               | Provincie    | Type molen             | Functie                           | Maalvaardigheid             | Bezoekmogelijkheid                                                                                               | Foto             |
| --------------------------------- | -------------------------- | ---------------------- | ------------ | ---------------------- | --------------------------------- | --------------------------- | --- | ---------------- |
| Achterlandse Molen                | Groot-Ammers               | Molenlanden            | Zuid-Holland | wipmolen               | poldermolen                       | maalvaardig                 | |                  |
| Achthovense Molen                 | Leiderdorp                 | Leiderdorp             | Zuid-Holland | wipmolen               | poldermolen                       | maalvaardig                 | |                  |
| Achtkante Molen                   | Groot-Ammers               | Molenlanden            | Zuid-Holland | grondzeiler            | poldermolen                       | maalvaardig                 | |                  |
| Achtkante Molen                   | Streefkerk                 | Molenlanden            | Zuid-Holland | grondzeiler            | poldermolen                       | maalvaardig                 | geen |                  |
| Adermolen                         | Rijpwetering               | Kaag en Braassem       | Zuid-Holland | grondzeiler            | poldermolen                       | maalvaardig                 | geen |                  |
| Aeolus                            | Vlaardingen                | Vlaardingen            | Zuid-Holland | stellingmolen          | korenmolen                        | maalvaardig                 | laatste zaterdag v/d maand; voor groepen op afspraak                                                             |                  |
| Akkerslootmolen                   | Oud Ade                    | Kaag en Braassem       | Zuid-Holland | grondzeiler            | poldermolen                       | maalvaardig                 | geen |                  |
| St. Anthonymolen / Polderse Molen | Maasdam                    | Hoeksche Waard         | Zuid-Holland | grondzeiler            | poldermolen                       | maalvaardig                 | op afspraak |                  |
| Den Arend                         | Bergambacht                | Krimpenerwaard         | Zuid-Holland | stellingmolen          | korenmolen                        | maalvaardig                 | |                  |
| De Arend                          | Zuidland                   | Nissewaard             | Zuid-Holland | stellingmolen          | korenmolen                        | maalvaardig                 | |                  |
| De Arkduif                        | Bodegraven                 | Bodegraven-Reeuwijk    | Zuid-Holland | stellingmolen          | korenmolen                        | maalvaardig                 | geen | molen De Arkduif |
| Babbersmolen                      | Schiedam                   | Schiedam               | Zuid-Holland | stellingmolen          | poldermolen                       | draaivaardig                | van maart t/m oktober op zaterdag van 11.00 tot 16.00 uur en groepen op afspraak                                 |                  |
| De Bachtenaar                     | Vlist                      | Krimpenerwaard         | Zuid-Holland | wipmolen               | poldermolen, woning               | maalvaardig                 | op afspraak |                  |
| Barremolen                        | Zoeterwoude-Rijndijk       | Zoeterwoude            | Zuid-Holland | grondzeiler            | poldermolen, woning               | maalvaardig in circuit      | geen |                  |
| Bernisse Molen                    | Geervliet                  | Nissewaard             | Zuid-Holland | stellingmolen          | korenmolen                        | draaivaardig                | restaurant: di t/m za; molen: op afspraak                                                                        |                  |
| Blauwe Molen                      | Rijpwetering               | Kaag en Braassem       | Zuid-Holland | grondzeiler            | poldermolen, woning               | maalvaardig in circuit      | geen |                  |
| De Blokker                        | Alblasserdam (Kinderdijk)  | Alblasserdam           | Zuid-Holland | wipmolen               | poldermolen                       | maalvaardig                 | |                  |
| Boezemmolen nr. 6                 | Haastrecht                 | Krimpenerwaard         | Zuid-Holland | grondzeiler            | poldermolen                       | draaivaardig                | in herbouw |                  |
| De Bommelaer                      | Den Bommel                 | Goeree-Overflakkee     | Zuid-Holland | grondzeiler            | korenmolen                        | maalvaardig                 | meestal zaterdag                                                                                                 |                  |
| Bonrepasmolen                     | Vlist                      | Krimpenerwaard         | Zuid-Holland | wipmolen               | poldermolen                       | maalvaardig                 | op afspraak |                  |
| Boterhuismolen                    | Warmond                    | Teylingen              | Zuid-Holland | grondzeiler            | poldermolen                       | maalvaardig                 | geen |                  |
| Boterslootse Molen                | Noordeloos                 | Molenlanden            | Zuid-Holland | wipmolen               | poldermolen                       | maalvaardig                 | |                  |
| Broekdijkmolen                    | Warmond                    | Teylingen              | Zuid-Holland | grondzeiler            | poldermolen                       | maalvaardig                 | geen |                  |
| Broekmolen                        | Streefkerk                 | Molenlanden            | Zuid-Holland | wipmolen               | poldermolen, woning               | maalvaardig                 | geen |                  |
| Buurtermolen                      | Rijpwetering               | Kaag en Braassem       | Zuid-Holland | wipmolen               | poldermolen                       | maalvaardig                 | op afspraak |                  |
| De Dankbaarheid                   | Herkingen                  | Goeree-Overflakkee     | Zuid-Holland | grondzeiler            | korenmolen                        | maalvaardig                 | op afspraak |                  |
| Dekkermolen                       | Rijnsaterwoude             | Kaag en Braassem       | Zuid-Holland | wipmolen               | kleine zaagmolen                  | maalvaardig                 | geen |                  |
| Dijkmolen                         | Maasland                   | Midden-Delfland        | Zuid-Holland | grondzeiler            | poldermolen                       | maalvaardig                 | op afspraak |                  |
| De Dikke Molen                    | Zwammerdam                 | Alphen aan den Rijn    | Zuid-Holland | grondzeiler            | poldermolen                       | niet maalvaardig            | op afspraak |                  |
| De Distilleerketel                | Delfshaven                 | Rotterdam              | Zuid-Holland | stellingmolen          | korenmolen                        | maalvaardig                 | woensdag en zaterdag                                                                                             |                  |
| Doeshofmolen                      | Leiderdorp                 | Leiderdorp             | Zuid-Holland | grondzeiler            | poldermolen                       | maalvaardig                 | |                  |
| Doesmolen                         | Hoogmade                   | Kaag en Braassem       | Zuid-Holland | wipmolen               | poldermolen                       | maalvaardig                 | |                  |
| De Drie Koornbloemen              | Schiedam                   | Schiedam               | Zuid-Holland | stellingmolen          | korenmolen                        | maalvaardig                 | op afspraak |                  |
| De Drie Lelies                    | Maasland                   | Midden-Delfland        | Zuid-Holland | grondzeiler            | korenmolen                        | maalvaardig                 | |                  |
| De Eendracht                      | Alphen aan den Rijn        | Alphen aan den Rijn    | Zuid-Holland | stellingmolen          | korenmolen                        | maalvaardig                 | |                  |
| De Eendracht                      | Dirksland                  | Goeree-Overflakkee     | Zuid-Holland | stellingmolen          | korenmolen                        | maalvaardig                 | |                  |
| Eendrachtsmolen                   | Zevenhuizen                | Zuidplas               | Zuid-Holland | grondzeiler            | poldermolen                       | maalvaardig                 | |                  |
| Faljerilmolen                     | Warmond                    | Teylingen              | Zuid-Holland | kleine wipmolen        | poldermolen                       | maalvaardig                 | tot op korte afstand te benaderen                                                                                |                  |
| Geestmolen                        | Rijnsaterwoude             | Kaag en Braassem       | Zuid-Holland | grondzeiler            | poldermolen                       | maalvaardig                 | geen |                  |
| Korenmolen De Geregtigheid        | Katwijk aan den Rijn       | Katwijk                | Zuid-Holland | stellingmolen          | korenmolen                        | maalvaardig                 | op afspraak |                  |
| Gelkenes Molen                    | Groot-Ammers               | Molenlanden            | Zuid-Holland | wipmolen               | poldermolen                       | maalvaardig                 | geen |                  |
| Gere Molen (Blauwe Wip)           | Hazerswoude-Dorp           | Alphen aan den Rijn    | Zuid-Holland | wipmolen               | poldermolen                       | draaivaardig                | geen |                  |
| De Goede Hoop                     | Mijnsheerenland            | Hoeksche Waard         | Zuid-Holland | grondzeiler            | korenmolen                        | niet-maalvaardig            | |                  |
| Molen van Goidschalxoord          | Goidschalxoord             | Hoeksche Waard         | Zuid-Holland | grondzeiler            | korenmolen                        | in restauratie              | geen |                  |
| Googermolen                       | Roelofarendsveen           | Kaag en Braassem       | Zuid-Holland | grondzeiler            | poldermolen                       | maalvaardig                 | |                  |
| Goudriaanse Molen                 | Goudriaan                  | Molenlanden            | Zuid-Holland | grondzeiler            | poldermolen                       | maalvaardig                 | geen |                  |
| Graaflandse Molen                 | Groot-Ammers               | Molenlanden            | Zuid-Holland | wipmolen               | poldermolen                       | maalvaardig                 | |                  |
| Groeneveldse Molen                | Schipluiden                | Midden-Delfland        | Zuid-Holland | grondzeiler            | poldermolen                       | maalvaardig                 | zaterdag |                  |
| Groenendijkse Molen               | Hazerswoude-Rijndijk       | Alphen aan den Rijn    | Zuid-Holland | wipmolen               | poldermolen                       | maalvaardig                 | als de molen draait en op afspraak                                                                               |                  |
| Grosmolen                         | Hoogmade                   | Kaag en Braassem       | Zuid-Holland | wipmolen               | poldermolen                       | maalvaardig                 | |                  |
| Grote Molen                       | Zoeterwoude-Rijndijk       | Zoeterwoude            | Zuid-Holland | wipmolen               | poldermolen                       | maalvaardig                 | als de molen draait                                                                                              |                  |
| De Haas                           | Benthuizen                 | Alphen aan den Rijn    | Zuid-Holland | stellingmolen          | korenmolen                        | maalvaardig                 | za. 10:00 - 16:00 en op afspraak                                                                                 |                  |
| Haastrechtse Molen                | Gouda                      | Gouda                  | Zuid-Holland | stellingmolen          | poldermolen                       | maalvaardig                 | op afspraak |                  |
| d'Heesterboom                     | Leiden                     | Leiden                 | Zuid-Holland | stellingmolen          | zaagmolen                         | draaivaardig                | |                  |
| De Herder                         | Leiden                     | Leiden                 | Zuid-Holland | stellingmolen          | zaagmolen                         | maalvaardig                 | geen |                  |
| Hertogmolen                       | Moerkapelle                | Zuidplas               | Zuid-Holland | wipmolen               | geen functie                      | draaivaardig                | |                  |
| Hofwegensemolen                   | Bleskensgraaf              | Molenlanden            | Zuid-Holland | wipmolen               | poldermolen                       | tijdelijk niet maalvaardig  | geen |                  |
| De Hoge Molen                     | Nieuw-Lekkerland           | Molenlanden            | Zuid-Holland | grondzeiler            | poldermolen                       | maalvaardig                 | geen |                  |
| Hogeveensemolen                   | Noordwijkerhout            | Noordwijk              | Zuid-Holland | grondzeiler            | poldermolen                       | maalvaardig                 | geen |                  |
| Hondsdijkse Molen                 | Koudekerk aan den Rijn     | Alphen aan den Rijn    | Zuid-Holland | grondzeiler            | poldermolen                       | maalvaardig                 | op afspraak |                  |
| Hoogmadese molen De Heerlijkheid  | Hoogmade                   | Kaag en Braassem       | Zuid-Holland | wipmolen               | poldermolen                       | maalvaardig                 | in de regel als de molen draait                                                                                  |                  |
| Hoogewegse Molen                  | Noordwijk                  | Noordwijk              | Zuid-Holland | wipmolen               | poldermolen                       | maalvaardig                 | op afspraak |                  |
| De Hoop                           | Abbenbroek                 | Nissewaard             | Zuid-Holland | grondzeiler            | korenmolen                        |                             | |                  |
| De Hoop                           | Gorinchem                  | Gorinchem              | Zuid-Holland | stellingmolen          | korenmolen                        | maalvaardig                 | als de molen draait                                                                                              |                  |
| De Hoop                           | Hellevoetsluis             | Voorne aan Zee         | Zuid-Holland | stellingmolen          | korenmolen                        |                             | |                  |
| De Hoop                           | Maasdam                    | Hoeksche Waard         | Zuid-Holland | stellingmolen          | korenmolen                        | maalvaardig                 | |                  |
| De Hoop                           | Maassluis                  | Maassluis              | Zuid-Holland | stellingmolen          | korenmolen                        | maalvaardig                 | meestal zaterdag                                                                                                 |                  |
| De Hoop                           | Oud-Alblas                 | Molenlanden            | Zuid-Holland | stellingmolen          | korenmolen                        | maalvaardig                 | dagelijks behalve woensdag en zondag                                                                             |                  |
| De Hoop                           | Ouddorp                    | Goeree-Overflakkee     | Zuid-Holland | stellingmolen          | korenmolen                        | maalvaardig                 | op afspraak |                  |
| De Hoop                           | Rozenburg                  | Rotterdam              | Zuid-Holland | stellingmolen          | korenmolen                        | maalvaardig                 | op afspraak |                  |
| De Hoop                           | Zoetermeer                 | Zoetermeer             | Zuid-Holland | stellingmolen          | korenmolen                        | maalvaardig                 | als de molen draait                                                                                              |                  |
| Hoop Doet Leven                   | Voorhout                   | Teylingen              | Zuid-Holland | grondzeiler            | poldermolen                       | maalvaardig                 | zaterdagmiddag                                                                                                   |                  |
| Jan van Arkel                     | Arkel                      | Molenlanden            | Zuid-Holland | stellingmolen          | korenmolen                        | maalvaardig                 | op afspraak |                  |
| De Jonge Sophia                   | Groot-Ammers               | Molenlanden            | Zuid-Holland | grondzeiler            | korenmolen                        | maalvaardig                 | april-oktober dagelijks via Streekcentrum                                                                        |                  |
| De Kager                          | Kaag                       | Kaag en Braassem       | Zuid-Holland | wipmolen               | poldermolen                       | maalvaardig                 | |                  |
| Kalkmolen                         | Leiderdorp                 | Leiderdorp             | Zuid-Holland | wipmolen               | poldermolen                       | maalvaardig                 | |                  |
| De Kameel                         | Schiedam                   | Schiedam               | Zuid-Holland | stellingmolen          | moutmolen                         | draaivaardig                | |                  |
| Kerkmolen                         | Molenaarsgraaf             | Molenlanden            | Zuid-Holland | grondzeiler            | poldermolen                       | maalvaardig                 | uitsluitend nat. molendag                                                                                        |                  |
| De Kersenboom                     | Rijsoord                   | Ridderkerk             | Zuid-Holland | grondzeiler            | korenmolen                        | maalvaardig                 | zaterdag |                  |
| Keukenhofmolen                    | Lisse                      | Lisse                  | Zuid-Holland | stellingmolen          | voormalige poldermolen            | draaivaardig                | als Keukenhof open is                                                                                            |                  |
| Kikkermolen                       | Leiden                     | Leiden                 | Zuid-Holland | wipmolen               | poldermolen                       | maalvaardig                 | als de molen draait                                                                                              |                  |
| Kleine of Lage Molen              | Nieuw-Lekkerland           | Molenlanden            | Zuid-Holland | grondzeiler            | poldermolen                       | maalvaardig in circuit      | geen |                  |
| Kleine (Tiendweg) Molen           | Streefkerk                 | Molenlanden            | Zuid-Holland | wipmolen               | poldermolen                       | maalvaardig in circuit      | op afspraak |                  |
| Knipmolen                         | Voorschoten                | Voorschoten            | Zuid-Holland | grondzeiler            | poldermolen                       | maalvaardig                 | |                  |
| De Kok                            | Warmond                    | Teylingen              | Zuid-Holland | grondzeiler            | poldermolen                       | maalvaardig                 | geen |                  |
| Kooijwijkse Molen                 | Oud-Alblas                 | Molenlanden            | Zuid-Holland | grondzeiler            | poldermolen                       | maalvaardig                 | geen |                  |
| De Korenaar                       | Stad aan 't Haringvliet    | Goeree-Overflakkee     | Zuid-Holland | grondzeiler            | korenmolen                        | maalvaardig                 | zaterdag |                  |
| De Korenaer/Prins Maurits         | Loosduinen                 | Den Haag               | Zuid-Holland | stellingmolen          | korenmolen                        | maalvaardig                 | op afspraak |                  |
| De Korenbloem                     | Oude-Tonge                 | Goeree-Overflakkee     | Zuid-Holland | grondzeiler            | korenmolen                        | maalvaardig                 | op afspraak |                  |
| De Korenbloem                     | Sommelsdijk                | Goeree-Overflakkee     | Zuid-Holland | stellingmolen          | korenmolen                        | maalvaardig                 | op afspraak |                  |
| Korenlust                         | Stellendam                 | Goeree-Overflakkee     | Zuid-Holland | stellingmolen          | korenmolen                        | maalvaardig                 | |                  |
| Korenmolen                        | Oostvoorne                 | Voorne aan Zee         | Zuid-Holland | grondzeiler            | korenmolen                        | maalvaardig                 | |                  |
| Korenmolen                        | Rockanje                   | Voorne aan Zee         | Zuid-Holland | grondzeiler            | korenmolen                        | niet-maalvaardig            | geen |                  |
| De Korpershoek                    | Schipluiden                | Midden-Delfland        | Zuid-Holland | grondzeiler            | korenmolen                        | maalvaardig                 | |                  |
| Kortlandse Molen                  | Alblasserdam               | Alblasserdam           | Zuid-Holland | grondzeiler            | poldermolen                       | maalvaardig                 | |                  |
| Kyck over den Dyck                | Dordrecht                  | Dordrecht              | Zuid-Holland | stellingmolen          | korenmolen                        | maalvaardig                 | za 10.00-16.00 uur                                                                                               |                  |
| Laakmolen                         | Den Haag                   | Den Haag               | Zuid-Holland | grondzeiler            | poldermolen                       | maalvaardig                 | geen |                  |
| Laeckermolen                      | Warmond                    | Teylingen              | Zuid-Holland | grondzeiler            | poldermolen                       | maalvaardig                 | geen |                  |
| Lagenwaardse Molen                | Koudekerk aan den Rijn     | Alphen aan den Rijn    | Zuid-Holland | wipmolen               | poldermolen                       | maalvaardig                 | |                  |
| Lageveensemolen                   | Lisse                      | Lisse                  | Zuid-Holland | wipmolen               | poldermolen                       | maalvaardig                 | op afspraak |                  |
| Landzigt                          | Zuid-Beijerland            | Hoeksche Waard         | Zuid-Holland | grondzeiler            | korenmolen                        | maalvaardig                 | vrijdagmiddag en zaterdag                                                                                        |                  |
| De Lelie                          | Puttershoek                | Hoeksche Waard         | Zuid-Holland | grondzeiler            | korenmolen                        | maalvaardig                 | meestal zaterdags, soms op woensdag                                                                              |                  |
| De Lelie                          | Rotterdam                  | Rotterdam              | Zuid-Holland | stellingmolen          | snuifmolen                        | maalvaardig                 | 2e zaterdag v.d. maand 10.00-16.00 uur en als de molen draait, meestal op woensdag of donderdag en op afspraak   |                  |
| De Liefde / In Liefde Draaiende   | Streefkerk                 | Molenlanden            | Zuid-Holland | stellingmolen          | korenmolen                        | maalvaardig                 | meestal zaterdags                                                                                                |                  |
| Lijkermolen No 1                  | Rijpwetering               | Kaag en Braassem       | Zuid-Holland | grondzeiler            | poldermolen                       | maalvaardig                 | geen |                  |
| Lijkermolen No 2                  | Rijpwetering               | Kaag en Braassem       | Zuid-Holland | grondzeiler            | poldermolen                       | maalvaardig                 | geen |                  |
| Lisserpoelmolen                   | Lisse                      | Lisse                  | Zuid-Holland | grondzeiler            | poldermolen                       | maalvaardig                 | geen |                  |
| Mallemolen                        | Gouda                      | Gouda                  | Zuid-Holland | grondzeiler            | poldermolen                       | nog niet maalvaardig        | in herbouw |                  |
| De Meent                          | Langerak                   | Molenlanden            | Zuid-Holland | weidemolen             | poldermolen                       | maalvaardig                 | geen |                  |
| Meerburgermolen                   | Leiderdorp                 | Leiderdorp             | Zuid-Holland | grondzeiler            | poldermolen                       | in wederopbouw              | geen |                  |
| Molen van Maat                    | 's-Gravenzande             | Westland               | Zuid-Holland | stellingmolen          | korenmolen                        | maalvaardig                 | als de molen draait                                                                                              |                  |
| Maredijkmolen                     | Leiden                     | Leiden                 | Zuid-Holland | wipmolen               | poldermolen                       | maalvaardig                 | als de molen draait                                                                                              |                  |
| De Middelmolen                    | Molenaarsgraaf             | Molenlanden            | Zuid-Holland | wipmolen               | poldermolen                       | maalvaardig                 | |                  |
| Bovenmolen Nieuwe Driemanspolder  | Leidschendam               | Leidschendam-Voorburg  | Zuid-Holland | grondzeiler            | bovenmolen                        | maalvaardig                 | geen |                  |
| Middenmolen Nieuwe Driemanspolder | Leidschendam               | Leidschendam-Voorburg  | Zuid-Holland | grondzeiler            | middenmolen                       | maalvaardig                 | geen |                  |
| Ondermolen Nieuwe Driemanspolder  | Leidschendam               | Leidschendam-Voorburg  | Zuid-Holland | grondzeiler            | ondermolen                        | maalvaardig                 | geen |                  |
| Molen No.1                        | Aarlanderveen              | Alphen aan den Rijn    | Zuid-Holland | grondzeiler            | poldermolen                       | maalvaardig                 | geen |                  |
| Molen No.2                        | Aarlanderveen              | Alphen aan den Rijn    | Zuid-Holland | grondzeiler            | poldermolen                       | maalvaardig                 | geen |                  |
| Molen No.3                        | Aarlanderveen              | Alphen aan den Rijn    | Zuid-Holland | grondzeiler            | poldermolen                       | maalvaardig                 | op afspraak |                  |
| Molen No.4                        | Aarlanderveen              | Alphen aan den Rijn    | Zuid-Holland | grondzeiler            | poldermolen                       | maalvaardig                 | op afspraak |                  |
| Tweemanspolder Molen No.1         | Zevenhuizen                | Zuidplas               | Zuid-Holland | grondzeiler            | poldermolen                       | maalvaardig                 | |                  |
| Tweemanspolder Molen No.2         | Zevenhuizen                | Zuidplas               | Zuid-Holland | grondzeiler            | poldermolen                       | maalvaardig                 | |                  |
| Tweemanspolder Molen No.3         | Zevenhuizen                | Zuidplas               | Zuid-Holland | grondzeiler            | poldermolen                       | maalvaardig                 | |                  |
| Tweemanspolder Molen No.4         | Zevenhuizen                | Zuidplas               | Zuid-Holland | grondzeiler            | poldermolen                       | maalvaardig                 | |                  |
| Moppemolen                        | Rijpwetering               | Kaag en Braassem       | Zuid-Holland | grondzeiler            | poldermolen, woning               | maalvaardig                 | geen |                  |
| De Morgenster                     | Aarlanderveen              | Alphen aan den Rijn    | Zuid-Holland | stellingmolen          | korenmolen                        | draaivaardig                | op afspraak |                  |
| Munnikenmolen                     | Leiderdorp                 | Leiderdorp             | Zuid-Holland | wipmolen               | poldermolen                       | draaivaardig                | geen |                  |
| Nederwaard Molen No.1             | Kinderdijk                 | Molenlanden            | Zuid-Holland | grondzeiler            | boezemmolen, woning               | maalvaardig                 | geen |                  |
| Nederwaard Molen No.2             | Kinderdijk                 | Molenlanden            | Zuid-Holland | grondzeiler            | boezemmolen                       | maalvaardig                 | tegen betaling te bezichtigen                                                                                    |                  |
| Nederwaard Molen No.3             | Kinderdijk                 | Molenlanden            | Zuid-Holland | grondzeiler            | boezemmolen, woning               | maalvaardig                 | geen |                  |
| Nederwaard Molen No.4             | Kinderdijk                 | Molenlanden            | Zuid-Holland | grondzeiler            | boezemmolen, woning               | maalvaardig                 | geen |                  |
| Nederwaard Molen No.5             | Kinderdijk                 | Molenlanden            | Zuid-Holland | grondzeiler            | boezemmolen, woning               | maalvaardig                 | in de zomermaanden rondleidingen op afspraak                                                                     |                  |
| Nederwaard Molen No.6             | Kinderdijk                 | Molenlanden            | Zuid-Holland | grondzeiler            | boezemmolen, woning               | maalvaardig                 | geen |                  |
| Nederwaard Molen No.7             | Kinderdijk                 | Molenlanden            | Zuid-Holland | grondzeiler            | boezemmolen, woning               | maalvaardig                 | geen |                  |
| Nederwaard Molen No.8             | Kinderdijk                 | Molenlanden            | Zuid-Holland | grondzeiler            | boezemmolen, woning               | maalvaardig                 | geen |                  |
| Nieuw Leven                       | Hazerswoude-Dorp           | Alphen aan den Rijn    | Zuid-Holland | stellingmolen wipmolen | korenmolen                        | maalvaardig                 | zaterdag en op afspraak                                                                                          |                  |
| Nieuwe Hofmolen                   | Warmond                    | Teylingen              | Zuid-Holland | wipmolen               | poldermolen                       | maalvaardig                 | in de regel op zondag                                                                                            |                  |
| Nieuwe Veenmolen (Boschmolen)     | Den Haag                   | Den Haag               | Zuid-Holland | grondzeiler            | poldermolen                       | maalvaardig                 | geen |                  |
| De Nieuwlandse Molen              | Hoek van Holland           | Rotterdam              | Zuid-Holland | stellingmolen          | poldermolen                       | maalvaardig                 | op afspraak |                  |
| Nooit Volmaakt                    | Gorinchem                  | Gorinchem              | Zuid-Holland | stellingmolen          | korenmolen                        | maalvaardig                 | |                  |
| Nooitgedacht                      | Spijkenisse                | Nissewaard             | Zuid-Holland | stellingmolen          | korenmolen                        | maalvaardig                 | op afspraak |                  |
| De Noord                          | Schiedam                   | Schiedam               | Zuid-Holland | stellingmolen          | korenmolen restaurant             | maalvaardig                 | maalgedeelte:geen                                                                                                |                  |
| Noletmolen                        | Schiedam                   | Schiedam               | Zuid-Holland | stellingmolen          | elektriciteitsopwekking           | maalvaardig                 | |                  |
| Oostmolen                         | Gorinchem                  | Gorinchem              | Zuid-Holland | wipmolen               | poldermolen                       | maalvaardig in circuit      | op afspraak |                  |
| Oostmolen                         | Mijnsheerenland            | Hoeksche Waard         | Zuid-Holland | wipmolen               | poldermolen                       | maalvaardig                 | zaterdag |                  |
| d'Oranjeboom                      | Nieuwe-Tonge               | Goeree-Overflakkee     | Zuid-Holland | grondzeiler            | korenmolen                        |                             | op afspraak |                  |
| Oude Weteringmolen                | Streefkerk                 | Molenlanden            | Zuid-Holland | wipmolen               | poldermolen                       | maalvaardig in circuit      | op afspraak |                  |
| Oudendijkse Molen                 | Hoornaar                   | Molenlanden            | Zuid-Holland | wipmolen               | poldermolen                       | maalvaardig                 | op afspraak |                  |
| Oudenhofmolen                     | Oegstgeest                 | Oegstgeest             | Zuid-Holland | wipmolen               | poldermolen                       | maalvaardig                 | als de molen draait                                                                                              |                  |
| Oukoopse Molen                    | Oukoop                     | Bodegraven-Reeuwijk    | Zuid-Holland | wipmolen               | poldermolen                       | maalvaardig                 | op afspraak |                  |
| Overwaard Molen No.1              | Kinderdijk                 | Molenlanden            | Zuid-Holland | grondzeiler            | boezemmolen, woning               | maalvaardig                 | geen |                  |
| Overwaard Molen No.2              | Kinderdijk                 | Molenlanden            | Zuid-Holland | grondzeiler            | boezemmolen, woning               | maalvaardig                 | geen |                  |
| Overwaard Molen No.3              | Kinderdijk                 | Molenlanden            | Zuid-Holland | grondzeiler            | boezemmolen, woning               | maalvaardig                 | geen |                  |
| Overwaard Molen No.4              | Kinderdijk                 | Molenlanden            | Zuid-Holland | grondzeiler            | boezemmolen, woning               | maalvaardig                 | geen |                  |
| Overwaard Molen No.5              | Kinderdijk                 | Molenlanden            | Zuid-Holland | grondzeiler            | boezemmolen, woning               | maalvaardig                 | geen |                  |
| Overwaard Molen No.6              | Kinderdijk                 | Molenlanden            | Zuid-Holland | grondzeiler            | boezemmolen, woning               | maalvaardig                 | geen |                  |
| Overwaard Molen No.7              | Kinderdijk                 | Molenlanden            | Zuid-Holland | grondzeiler            | boezemmolen, woning               | maalvaardig                 | geen |                  |
| Overwaard Molen No.8              | Kinderdijk                 | Molenlanden            | Zuid-Holland | grondzeiler            | boezemmolen, woning               | maalvaardig                 | geen |                  |
| De Palmboom                       | Schiedam                   | Schiedam               | Zuid-Holland | stellingmolen          | korenmolen                        | maalvaardig                 | molenmuseum, geopend dinsdag t/m zaterdag                                                                        |                  |
| De Peilmolen                      | Oud-Alblas                 | Molenlanden            | Zuid-Holland | grondzeiler            | poldermolen                       | in restauratie              | geen |                  |
| Pendrechtse Molen                 | Barendrecht                | Barendrecht            | Zuid-Holland | grondzeiler            | poldermolen                       | maalvaardig                 | |                  |
| 't Poeltje                        | Warmond                    | Teylingen              | Zuid-Holland | grondzeiler            | poldermolen                       | draaivaardig                | als de molen draait                                                                                              |                  |
| De Prinsenmolen                   | Rotterdam                  | Rotterdam              | Zuid-Holland | grondzeiler            | poldermolen                       | maalvaardig                 | |                  |
| De Put                            | Leiden                     | Leiden                 | Zuid-Holland | standerdmolen          | korenmolen                        | maalvaardig                 | |                  |
| De Regt                           | Nieuw-Lekkerland           | Molenlanden            | Zuid-Holland | grondzeiler            | korenmolen                        | romp                        | in restauratie                                                                                                   |                  |
| Rietveldse Molen                  | Hazerswoude-Dorp           | Alphen aan den Rijn    | Zuid-Holland | grondzeiler            | poldermolen                       | maalvaardig                 | |                  |
| De Rijnenburger                   | Hazerswoude-Rijndijk       | Alphen aan den Rijn    | Zuid-Holland | grondzeiler            | poldermolen                       | tijdelijk niet-draaivaardig | tijdelijk geen                                                                                                   |                  |
| Rode Molen                        | Oud Ade                    | Kaag en Braassem       | Zuid-Holland | wipmolen               | poldermolen                       | maalvaardig                 | |                  |
| Rodenburgermolen                  | Leiden                     | Leiden                 | Zuid-Holland | grondzeiler            | poldermolen                       | draaivaardig                | geen |                  |
| De Roode Leeuw                    | Gouda                      | Gouda                  | Zuid-Holland | stellingmolen          | korenmolen                        | maalvaardig                 | woensdag t/m zaterdag 9.00-17.00                                                                                 |                  |
| Rooie Wip                         | Hazerswoude-Dorp           | Alphen aan den Rijn    | Zuid-Holland | wipmolen               | poldermolen                       | maalvaardig in circuit      | zaterdags als de molen draait                                                                                    |                  |
| De Roos                           | Delft                      | Delft                  | Zuid-Holland | stellingmolen          | korenmolen                        | maalvaardig                 | |                  |
| De Salamander                     | Leidschendam               | Leidschendam-Voorburg  | Zuid-Holland | stellingmolen          | zaagmolen                         | maalvaardig                 | woensdag- en zaterdagmiddag                                                                                      |                  |
| De Schaapweimolen                 | Rijswijk                   | Rijswijk               | Zuid-Holland | grondzeiler            | poldermolen                       | maalvaardig                 | |                  |
| Scheiwijkse Molen                 | Hoornaar                   | Molenlanden            | Zuid-Holland | wipmolen               | poldermolen                       | maalvaardig                 | |                  |
| Onverwacht / De Schelvenaer       | Krimpen aan den IJssel     | Krimpen aan den IJssel | Zuid-Holland | stellingmolen          | korenmolen, restaurant            | maalvaardig                 | zaterdag en op afspraak                                                                                          |                  |
| Simonia                           | Piershil                   | Hoeksche Waard         | Zuid-Holland | grondzeiler            | korenmolen                        | maalvaardig                 | |                  |
| 't Slot                           | Gouda                      | Gouda                  | Zuid-Holland | stellingmolen          | korenmolen                        | maalvaardig                 | op afspraak |                  |
| Souburgse Molen                   | Alblasserdam               | Alblasserdam           | Zuid-Holland | grondzeiler            | poldermolen                       | draaivaardig                | in restauratie                                                                                                   |                  |
| Steektermolen                     | Zwammerdam                 | Alphen aan den Rijn    | Zuid-Holland | wipmolen               | poldermolen                       | maalvaardig                 | |                  |
| De Speelman                       | Rotterdam-Overschie        | Rotterdam              | Zuid-Holland | stellingmolen          | korenmolen                        | maalvaardig                 | als de molen draait                                                                                              |                  |
| Stadsmolen                        | Leiden                     | Leiden                 | Zuid-Holland | grondzeiler            | poldermolen                       | maalvaardig                 | |                  |
| De Ster                           | Rotterdam                  | Rotterdam              | Zuid-Holland | stellingmolen          | specerijenmolen                   | maalvaardig                 | 2e zaterdag v.d. maand 10.00 - 16.00 uur en als de molen draait, meestal op woensdag of donderdag en op afspraak |                  |
| Stevenshofjesmolen                | Leiden                     | Leiden                 | Zuid-Holland | grondzeiler            | poldermolen                       | maalvaardig                 | op afspraak |                  |
| De Swaen                          | Nieuw-Beijerland           | Hoeksche Waard         | Zuid-Holland | grondzeiler            | korenmolen                        | draaivaardig                | |                  |
| Tiendwegse Molen                  | Hardinxveld-Giessendam     | Hardinxveld-Giessendam | Zuid-Holland | wipmolen               | poldermolen                       | maalvaardig in circuit      | |                  |
| Tjasker Bleskensgraaf             | Bleskensgraaf              | Molenlanden            | Zuid-Holland | tjasker                | onderbemaling                     |                             | tot op enkele meters te benaderen                                                                                |                  |
| De Valk                           | Berkel en Rodenrijs        | Lansingerland          | Zuid-Holland | grondzeiler            | poldermolen                       | draaivaardig                | geen |                  |
| De Valk                           | Leiden                     | Leiden                 | Zuid-Holland | stellingmolen          | korenmolen/museum                 | maalvaardig                 | |                  |
| Veendermolen                      | Roelofarendsveen           | Kaag en Braassem       | Zuid-Holland | grondzeiler            | poldermolen                       | maalvaardig                 | geen |                  |
| De Vier Winden                    | Monster                    | Westland               | Zuid-Holland | stellingmolen          | korenmolen                        | maalvaardig                 | |                  |
| De Vier Winden                    | Rotterdam-Terbregge        | Rotterdam              | Zuid-Holland | stellingmolen          | korenmolen                        | draaivaardig                | |                  |
| 't Vliegend Hert                  | Brielle                    | Voorne aan Zee         | Zuid-Holland | standerdmolen          | korenmolen                        | maalvaardig                 | vrijdag en zaterdag 10:00-17:00                                                                                  |                  |
| Het Vliegend Hert                 | 's-Gravendeel              | Hoeksche Waard         | Zuid-Holland | stellingmolen          | korenmolen                        | draaivaardig                | op afspraak |                  |
| De Vlieger                        | Voorburg                   | Leidschendam-Voorburg  | Zuid-Holland | grondzeiler            | poldermolen                       | maalvaardig                 | april t/m oktober woensdag en zaterdag 13.30 - 16.30                                                             |                  |
| Vlietmolen                        | Hoogmade                   | Kaag en Braassem       | Zuid-Holland | wipmolen               | poldermolen woning                | maalvaardig                 | geen |                  |
| Vrouwgeestmolen                   | Alphen aan den Rijn        | Alphen aan den Rijn    | Zuid-Holland | grondzeiler            | poldermolen                       | maalvaardig                 | geen |                  |
| Vrouw Vennemolen                  | Oud Ade                    | Kaag en Braassem       | Zuid-Holland | wipmolen               | poldermolen                       | maalvaardig                 | geen |                  |
| De Vriendschap                    | Bleskensgraaf              | Molenlanden            | Zuid-Holland | stellingmolen          | voorheen korenmolen, thans woning | draaivaardig                | zaterdag 10.00 - 16.00                                                                                           |                  |
| De Vrijheid                       | Schiedam                   | Schiedam               | Zuid-Holland | stellingmolen          | korenmolen                        | maalvaardig                 | op nationale molendag                                                                                            |                  |
| De Walvisch                       | Schiedam                   | Schiedam               | Zuid-Holland | stellingmolen          | korenmolen                        | maalvaardig                 | alleen winkelverkoop onderin de molen                                                                            |                  |
| Waterloosmolen                    | Rijpwetering               | Kaag en Braassem       | Zuid-Holland | grondzeiler            | poldermolen                       | maalvaardig                 | geen |                  |
| Weijpoortsemolen                  | Nieuwerbrug                | Bodegraven-Reeuwijk    | Zuid-Holland | wipmolen               | poldermolen                       | maalvaardig                 | op afspraak |                  |
| De Westermolen                    | Langerak                   | Molenlanden            | Zuid-Holland | wipmolen               | poldermolen                       | maalvaardig                 | als de molen draait                                                                                              |                  |
| Westmolen                         | Gorinchem                  | Gorinchem              | Zuid-Holland | wipmolen               | poldermolen                       | maalvaardig in circuit      | op afspraak |                  |
| Westveense Molen                  | Woerdense Verlaat          | Nieuwkoop              | Zuid-Holland | wipmolen               | poldermolen                       | maalvaardig                 | op afspraak |                  |
| Windlust                          | Achthuizen                 | Goeree-Overflakkee     | Zuid-Holland | stellingmolen          | korenmolen                        | maalvaardig                 | |                  |
| Windlust                          | Goudswaard                 | Hoeksche Waard         | Zuid-Holland | grondzeiler            | korenmolen                        | maalvaardig                 | zaterdag 11:00-17:30                                                                                             |                  |
| Windlust                          | Nieuwerkerk aan den IJssel | Zuidplas               | Zuid-Holland | stellingmolen          | korenmolen                        | maalvaardig                 | woensdagmorgen en zaterdag + op afspraak                                                                         |                  |
| Windlust                          | Nootdorp                   | Pijnacker-Nootdorp     | Zuid-Holland | stellingmolen          | korenmolen                        | maalvaardig                 | zaterdag van 10.00 uur tot 16.00 uur én op afspraak                                                              |                  |
| Windlust                          | Wassenaar                  | Wassenaar              | Zuid-Holland | stellingmolen          | korenmolen                        | maalvaardig                 | |                  |
| Windlust                          | Wateringen                 | Westland               | Zuid-Holland | stellingmolen          | korenmolen                        | maalvaardig                 | zaterdag van 10.00 uur tot 16.00 uur                                                                             |                  |
| Windlust                          | Westmaas                   | Hoeksche Waard         | Zuid-Holland | stellingmolen          | korenmolen                        | tijdelijk niet draaivaardig | |                  |
| Windvang                          | Goedereede                 | Goeree-Overflakkee     | Zuid-Holland | grondzeiler            | korenmolen                        | maalvaardig                 | |                  |
| Wingerdse Molen                   | Bleskensgraaf              | Molenlanden            | Zuid-Holland | wipmolen               | poldermolen                       | maalvaardig                 | op afspraak |                  |
| Wippersmolen                      | Maassluis                  | Maassluis              | Zuid-Holland | grondzeiler            | poldermolen                       | draaivaardig                | |                  |
| De Zandweg                        | Charlois                   | Rotterdam              | Zuid-Holland | stellingmolen          | korenmolen                        | maalvaardig                 | als de molen draait                                                                                              |                  |
| Zeezicht                          | Hellevoetsluis             | Voorne aan Zee         | Zuid-Holland | grondzeiler            | korenmolen                        | draaivaardig                | |                  |
| Zelden van Passe                  | Zoeterwoude-Dorp           | Zoeterwoude            | Zuid-Holland | grondzeiler            | poldermolen                       | maalvaardig                 | geen |                  |
| Zemelmolen                        | Lisse                      | Lisse                  | Zuid-Holland | grondzeiler            | poldermolen                       | maalvaardig                 | |                  |
| Zijllaanmolen                     | Leiderdorp                 | Leiderdorp             | Zuid-Holland | grondzeiler            | poldermolen                       | maalvaardig                 | geen |                  |
| Zuidbroeksemolen                  | Zuidbroek                  | Krimpenerwaard         | Zuid-Holland | Amerikaanse windmotor  | poldermolen                       | draaivaardig                | staat vrij langs de weg                                                                                          |                  |
| Zuidwijksemolen                   | Wassenaar                  | Wassenaar              | Zuid-Holland | grondzeiler            | poldermolen                       | maalvaardig                 | op afspraak |                  |
| De Zwaan                          | Ouddorp                    | Goeree-Overflakkee     | Zuid-Holland | stellingmolen          | korenmolen                        |                             | als de molen draait                                                                                              |                  |
| Zwanburgermolen                   | Warmond                    | Teylingen              | Zuid-Holland | grondzeiler            | poldermolen                       |                             | op afspraak |                  |
| Zweilandermolen                   | Warmond                    | Teylingen              | Zuid-Holland | wipmolen               | poldermolen                       |                             | op afspraak |                  |